# 谷川岳ロープウェイ
谷川岳ヨッホ by 星野リゾート（たにがわだけヨッホ バイ ほしのリゾート）は、群馬県利根郡みなかみ町湯檜曾字湯吹山国有林にあるロープウェイである。土合口駅から天神平駅までの2,300 メートルを結んでいる。2024年11月30日までは「谷川岳ロープウェイ」と称していた。
1960年（昭和35年）12月12日に営業を開始した。2005年（平成17年）9月13日に複式単線自動循環式 (DLM) フニテルを用いた新索道新型ロープウェイに切り替えられた。
運営者は谷川岳ロープウエー株式会社で、長らく東武興業の完全子会社（東武グループ）であったが、2022年3月に星野リゾートへ株式譲渡され、以後は“リゾート再生請負人”と云われる同社の下でブランドの再構築と四季を通じた観光スポットとしての魅力向上を図っている。

## 名称の由来
「ヨッホ」は、ドイツ語で「鞍部」という意味で、ロープウェイ頂上の天神平エリアが谷川岳中腹の鞍部地形であることから命名した。また、谷川岳により親しみを持って欲しいという想いも込められている。

## 沿革
- 1960年（昭和35年）
  - 12月12日：営業開始[4][5][6][注釈 1]。
  - 12月18日：午前11時5分ごろ、下り方向へ向かっていた搬器（ゴンドラ）1基が中間地点付近で索条から外れて15 m落下し、6人が重軽傷を負う事故が発生[4][11][12][7]。
- 1961年（昭和36年）3月20日：事故後運休していたが、運行を再開[13][7]。
- 1985年（昭和60年）7月21日：国内初の二線自動循環式に搬器を更新[14][15][16]。
- 1995年（平成7年）
  - 4月19日：土合口駅舎2階が焼ける火事により運行を休止[17]。
  - 5月2日：営業を再開[18]。
- 2005年（平成17年）9月13日：運転方式を複式単線自動循環式 (DLM) フニテルに切替え[9]。
- 2022年（令和4年）3月1日：東武興業から星野リゾートへ株式譲渡[19]。
- 2024年（令和6年）12月1日：『谷川岳ヨッホ by 星野リゾート』に名称変更[3]。

## 運転方式
- 三線自動循環式[7]（1960年（昭和35年）12月 - 1985年（昭和60年）6月）
- 二線自動循環式[15]（1985年（昭和60年）7月 - 2005年（平成17年）8月）
- 複式単線自動循環式 (DLM) 「フニテル」（2005年（平成17年）9月 - ）

## 駅一覧

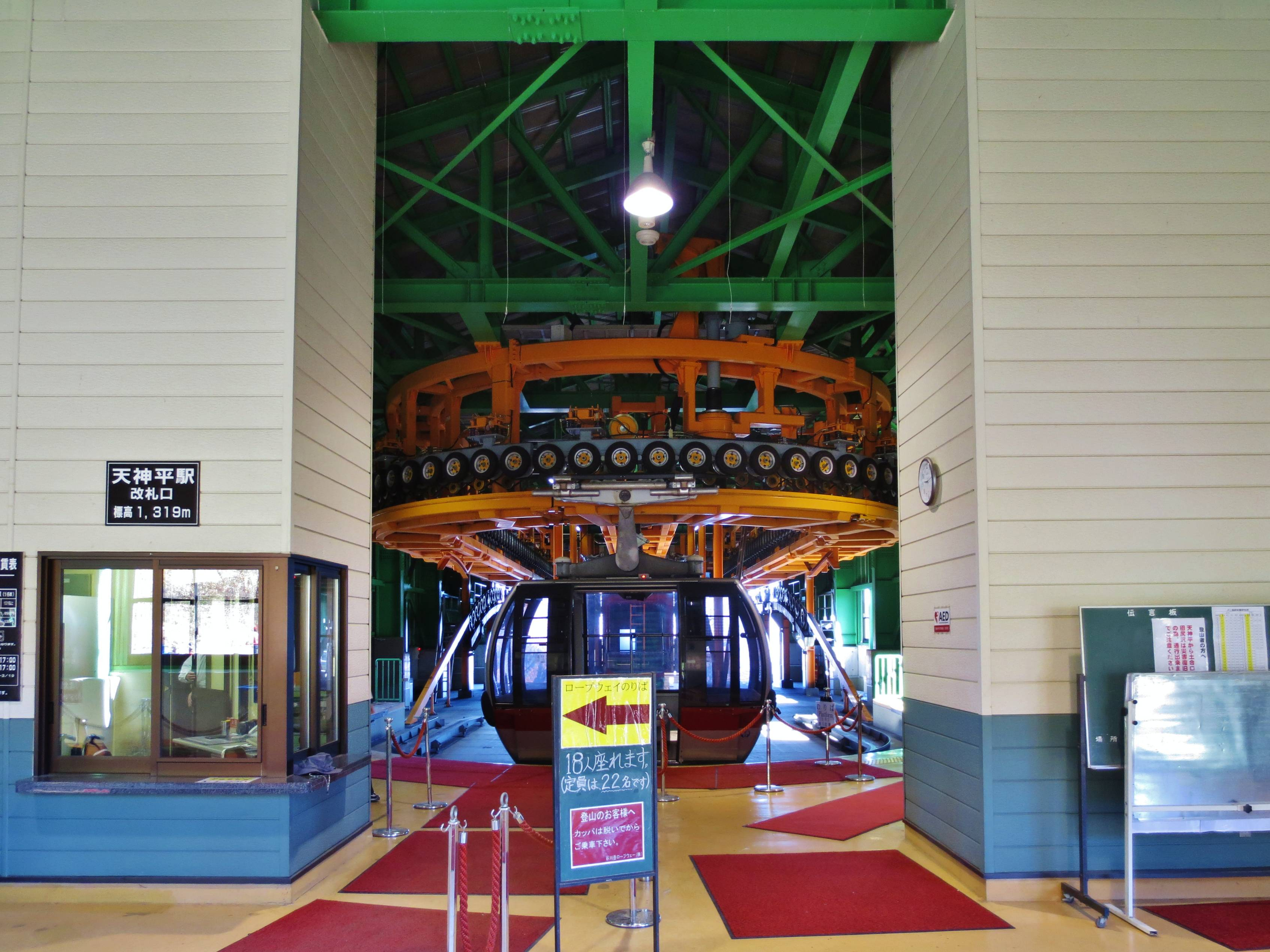
天神平駅改札口
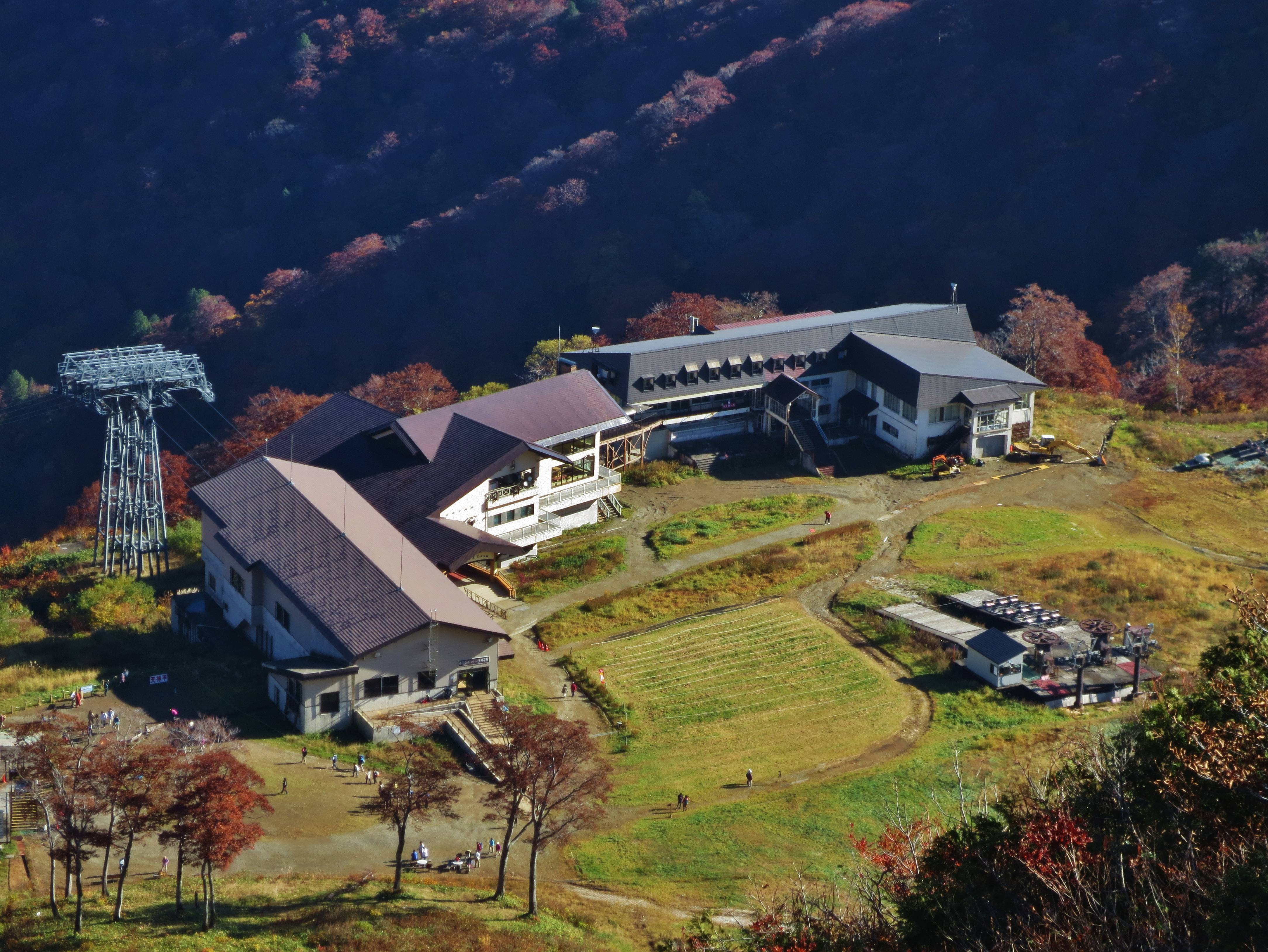
天神平駅を見下ろす

- 土合口駅（北緯36度50分11.2秒 東経138度57分43秒 / 北緯36.836444度 東経138.96194度）
標高746 m、JR東日本上越線土合駅より徒歩15分の場所に位置する。上毛高原駅・水上駅から関越交通の路線バスが連絡している。
立体駐車場、レストラン、休憩施設を有する「谷川岳ベースプラザ」（1997年開設。7階建て）を併設する。「谷川岳ベースプラザ」は開設当初から 6階ロビーと駐車場全体を24時間開放し、登山客らの利用に供していたが、火気を使用する客が多く危険なため、2013年から24時間開放するスペースを駐車場の1階部分のみに縮小している。

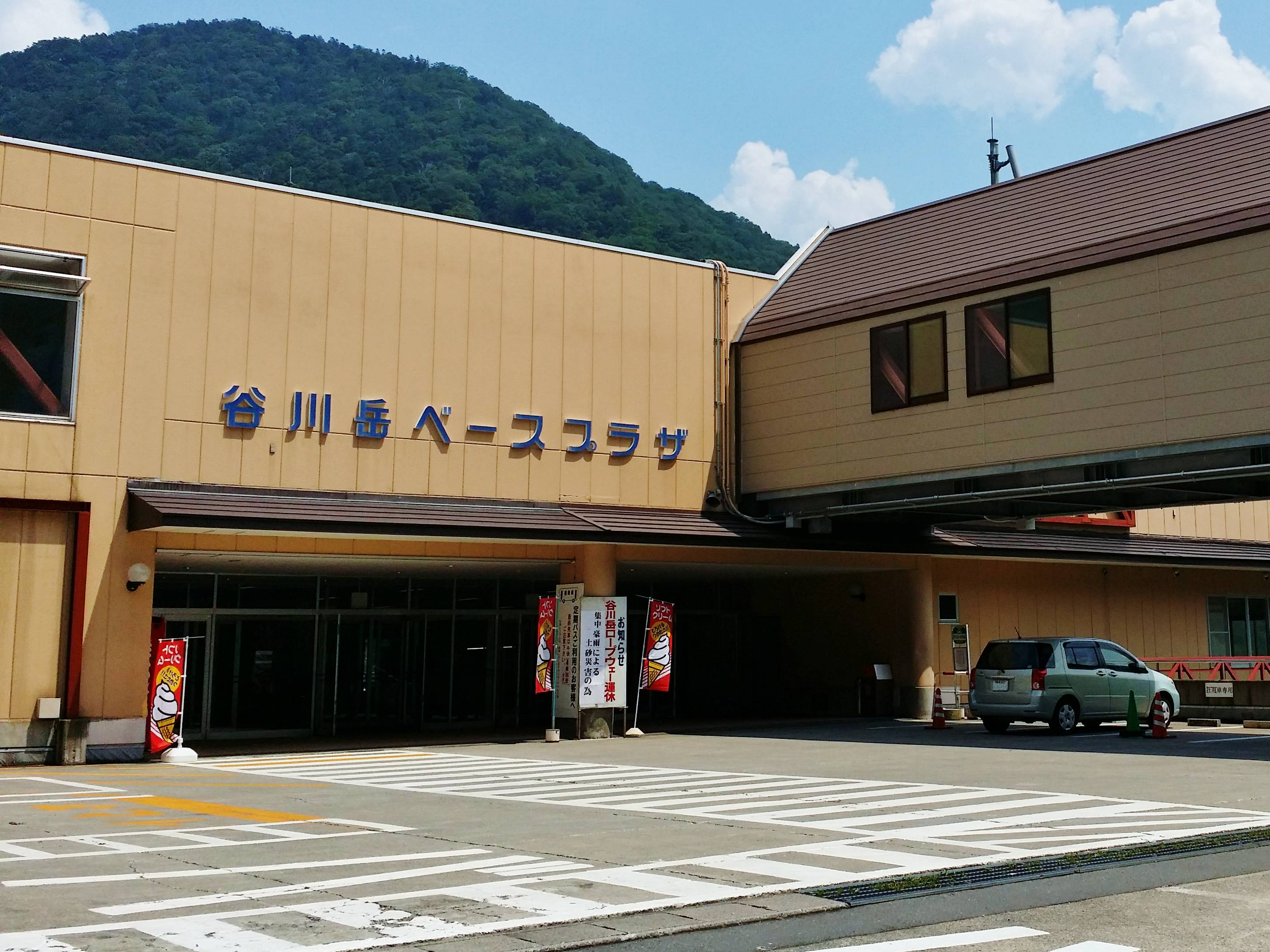
土合口駅 谷川岳ベースプラザ
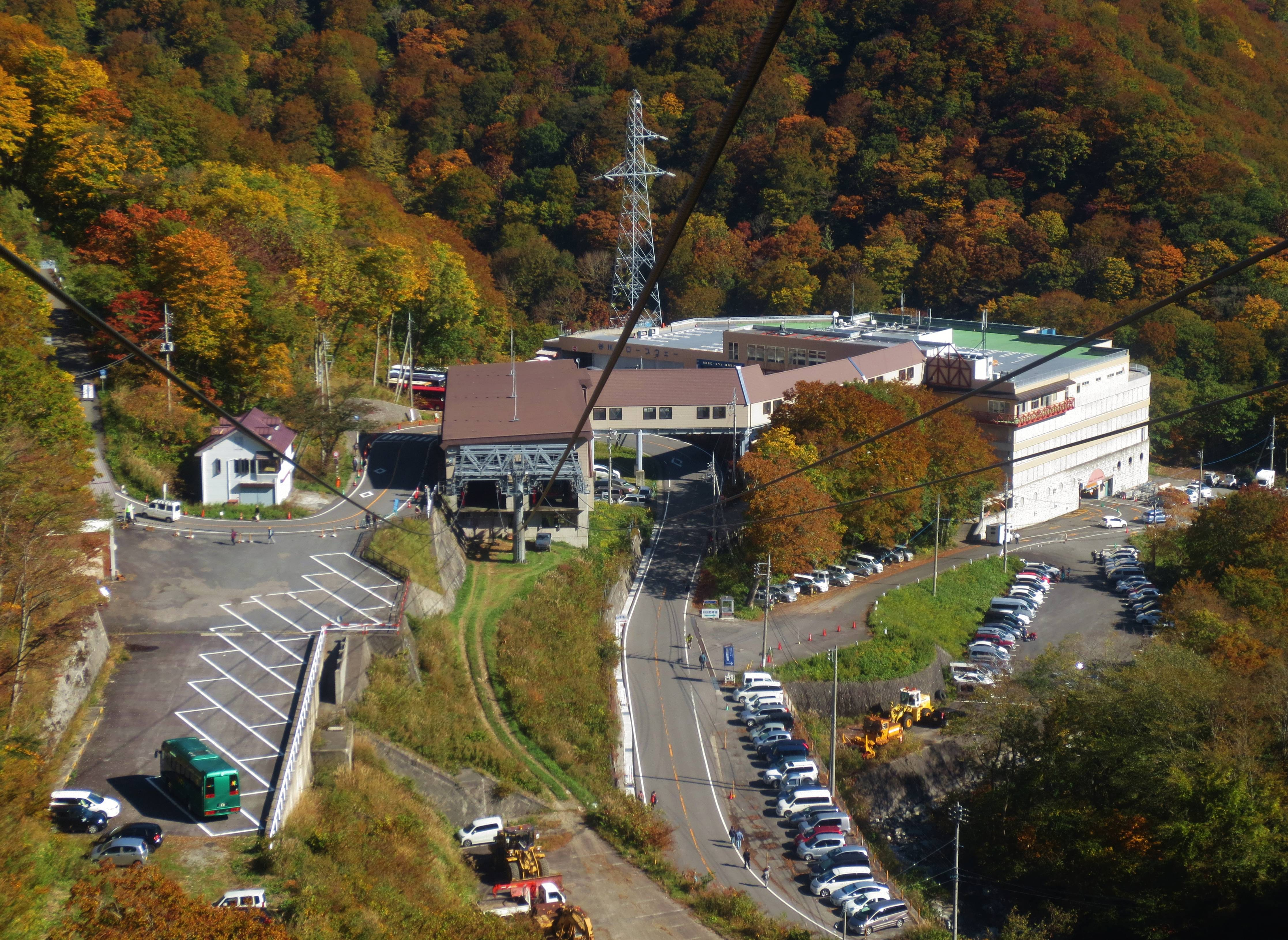
土合口駅を見下ろす

- 天神平駅（北緯36度49分5秒 東経138度56分58秒 / 北緯36.81806度 東経138.94944度）
標高1,319m の山腹に位置し、近隣一帯は天神平スキー場となっている。
眺望の良い天神峠展望台（標高1,502 m）まで行くには、さらに天神峠ペアリフトに乗り継ぐ必要がある。

- 天神平駅改札口
- 天神平駅を見下ろす

## 設計製作
- （株）安全索道

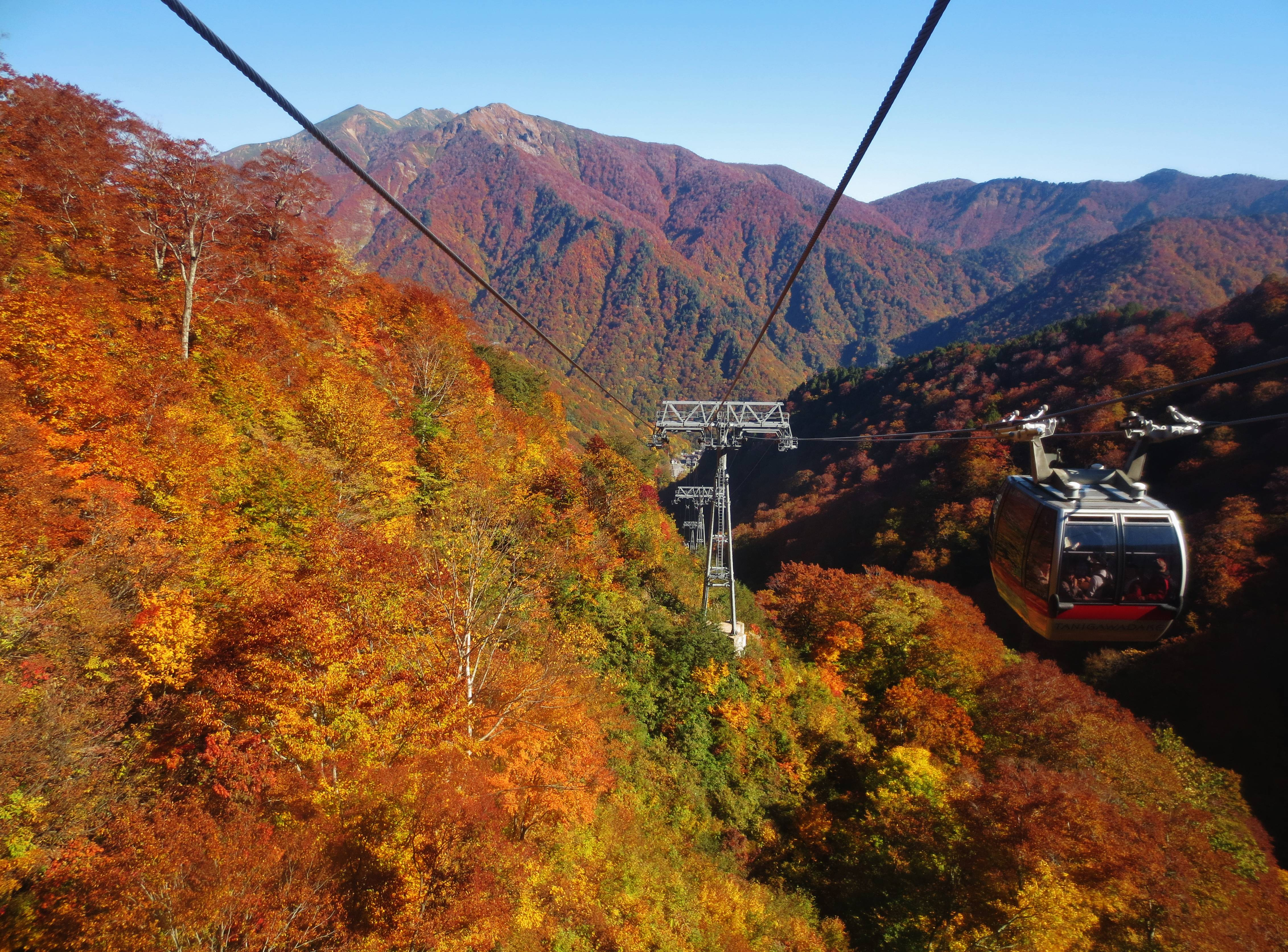
紅葉シーズンの谷川岳ロープウェイ（2015年10月）

  - 三線自動循環式（1960年（昭和35年）12月 - 1985年（昭和60年）6月）[7][15]
  - 二線自動循環式（1985年（昭和60年）7月 - 2005年（平成17年）8月）[15]
- （株）日本ケーブル（複式単線自動循環式 (DLM) 「フニテル」）（2005年（平成17年）9月 - ）
  -  CWA-Constructions SA/Corp【英語サイト】（ゴンドラ「ZETA24」型製作）

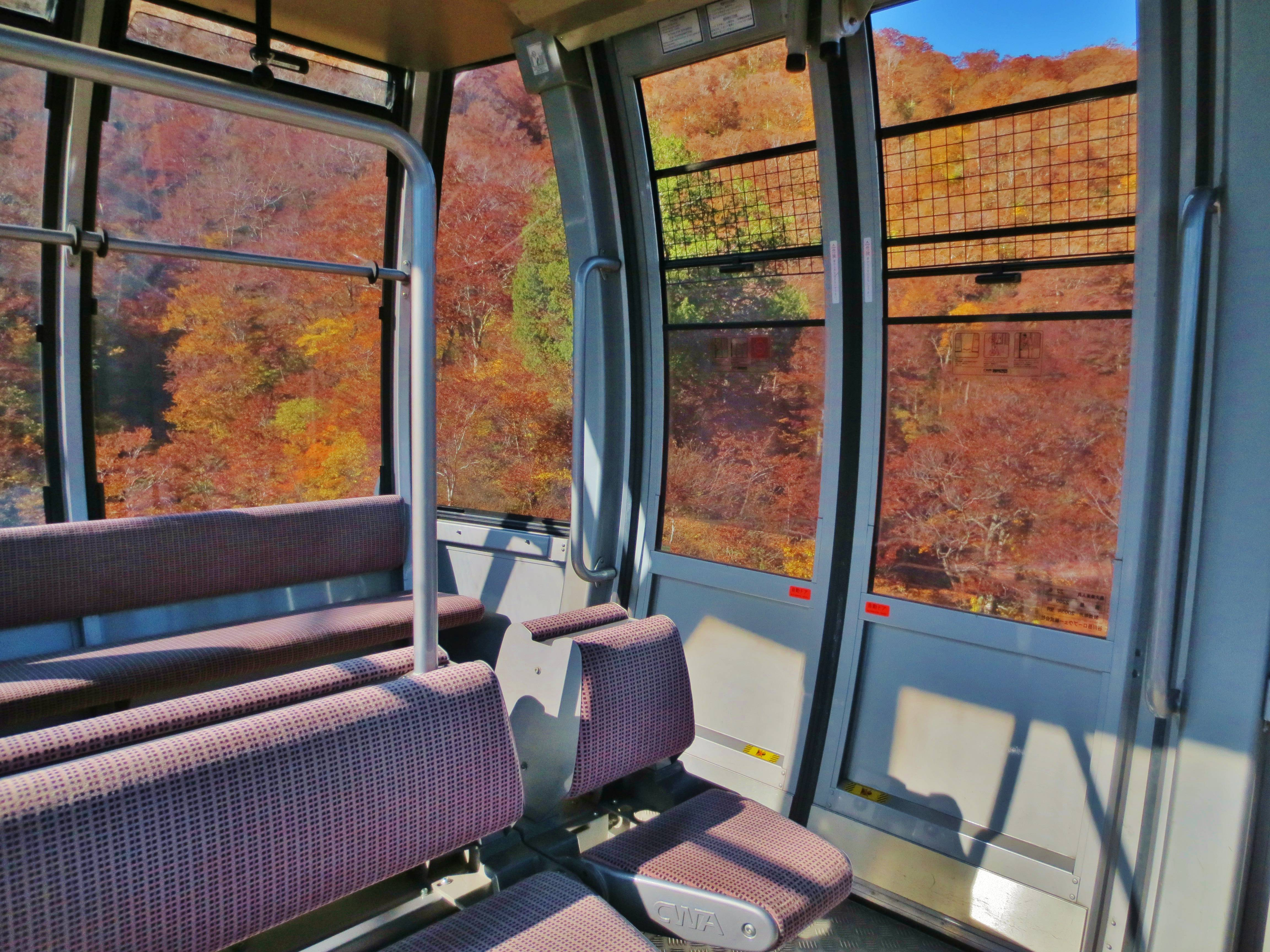
ゴンドラ内